# Robson da Silva (futebolista)
Robson da Silva ou simplesmente Robson, (Niterói, 9 de maio de 1930 — Niterói, data desconhecida de 2016) foi um futebolista brasileiro que atuou como atacante.

## Carreira
Robson atuou no Fluminense entre 16 de abril de 1950 e 1 de fevereiro de 1960, tendo disputado 288 jogos pelo Tricolor, com 172 vitórias, 46 empates e 70 derrotas, marcando 53 gols e tendo formado parte do elenco campeão da Copa Rio de 1952, entrando no lugar de Telê na partida decisiva.
Robson foi um dos grandes destaques na conquista invicta do Flu no Torneio Rio-São Paulo de 1957.
Assim como Waldo Machado, foi formado pelo Fluminense de Niterói e tinha o apelido de "Pequeno Polegar".

## Títulos
Fluminense
- Copa Rio: 1952
- Taça Adriano Ramos Pinto: 1952 (Copa Rio - Fluminense versus Corinthians)
- Taça Cinquentenário do Fluminense: 1952 (Copa Rio - Fluminense versus Corinthians)
- Taça Milone: 1952 (Copa Rio - Fluminense versus Corinthians)
- Campeonato Carioca: 1951 e 1959
- Torneio Início do Campeonato Carioca: 1954 e 1956
- Taça Embajada de Brasil (Peru): 1950 (Sucre versus Fluminense)
- Taça Comite Nacional de Deportes (Peru): 1950 (Club Alianza Lima versus Fluminense)
- Taça General Manuel A. Odria (Peru): 1950 (Seleção de Arequipa versus Fluminense)
- Taça Madalena Copello: 1951 (Fla-Flu)
- Torneio José de Paula Júnior: 1952
- Copa das Municipalidades do Paraná: 1953
- Taça Secretário da Viação de Obras Públicas da Bahia: 1951 (Esporte Clube Bahia versus Fluminense)
- Taça Madalena Copello: 1951 (Fla-Flu)
- Taça Desafio: 1954 (Fluminense versus Uberaba)
- Taça Presidente Afonsio Dorázio : 1956 (Seleção de Araguari-MG versus Fluminense)
- Taça Vice-Presidente Adolfo Ribeiro Marques: 1957 (Combinado de Barra Mansa versus Fluminense)
- Taça Cidade do Rio de Janeiro: 1957 (Fluminense versus Vasco)
- Taça Movelaria Avenida: 1959 (Ceará Sporting Club versus Fluminense)
- Taça CSA versus Fluminense: 1959